# أوبليس مانكيستاو
أوبليس مانكيستاو (كازاخية: Маңғыстау облысы (مانكيستاو أوبليسي) (روسية: Мангистауская область (مانكيستوسكاي أوبلاست) هي مقاطعة في كازاخستان عاصمتها أكاتو. تقع على الحدود مع تركمانستان وأوزبكستان. 
وهي محاذية لبحر قزوين.